# Луций Фурий (народный трибун)
Луций Фурий (лат. Lucius Furius; IV век до н. э.) — римский политический деятель из плебейской ветви рода Фуриев, народный трибун 308 года до н. э. По данным некоторых анналистов, труды которых использовались Титом Ливием, Луций воспрепятствовал планам Аппия Клавдия Цека выдвинуть кандидатуру в консулы до истечения срока цензуры. Больше о нём ничего не известно.